# Oskar Linnros
Hans Oskar Linnros (født 15. august 1983) er en pop/soul/hiphop-sanger og sangskriver fra Sverige.

## Diskografi

### Album
- Vilja bli – 2010
- Klappar och slag – 2013
- Väntar på en Ängel – 2017

### Singler
- Från och med du – 2010
- Genom eld – 2010
- Ack, Sundbyberg – 2010
- 25 – 2011
- Hur dom än – 2013
- Från balkongen – 2013
- Sitter på en dröm (med Daniel Adams-Ray) – 2016
- Psalm för skolgårdar – 2017
- Bäst – 2017
- Oavsett – 2017
- Wifi – 2017
- Wifi Remix ft. Jireel, Ana Diaz) – 2018